# Cyrtarachne bilunulata
Cyrtarachne bilunulata là một loài nhện trong họ Araneidae.
Loài này thuộc chi Cyrtarachne. Cyrtarachne bilunulata được Tord Tamerlan Teodor Thorell miêu tả năm 1899.